# Nischnekolymski ulus
Der Nischnekolymski ulus (russisch Нижнеколымский улу́с, auch Нижнеколымский район, Nischnekolymski rajon; jakutisch Аллараа Халыма улууһа, Allaraa Chalyma uluuha) ist einer der 34 Ulusse (Rajons) der Republik Sacha (Jakutien) im Norden des russischen Föderationskreises Ferner Osten. Er liegt im Norden der Republik an der Küste der Ostsibirischen See, eines Teils des Arktischen Ozeans.

## Geographie
Der Nischnekolymski ulus hat eine Fläche von etwa 86.800 km². Benannt ist er nach seiner Lage an der unteren Kolyma (russisch Nischnjaja Kolyma), wo gegenüber der Einmündung des Anjui am linken Ufer die gleichnamige Siedlung Nischnekolymsk liegt. Der Ulus umfasst den Nordosten des Ostsibirischen Tieflandes. Auf seinem Gebiet befinden sich von West nach Ost die Unterläufe und Mündungsdeltas der Alaseja und der Kolyma. Dazu gibt es zahlreiche Seen. Der Rajonsitz Tscherski liegt im Osten des Ulus am Unterlauf der Kolyma. Dem Festland vorgelagert sind die Medweschji-Inseln.
Die Vegetation besteht größtenteils aus Tundra.

## Demografie
Die Einwohnerzahl hatte sich von 1939 bis 1989 mehr als versechsfacht, ist aber inzwischen wieder auf gut das Doppelte des Ausgangsniveaus, auf den Stand vom Beginn der 1960er-Jahre abgefallen:
| Jahr | Einwohner |
| ---- | --------- |
| 1939 | 2.260     |
| 1959 | 4.229     |
| 1970 | 11.660    |
| 1989 | 14.001    |
| 2002 | 5.932     |
| 2010 | 4.664     |

Im Zeitraum zwischen den Volkszählungen 2002 und 2010 überstieg der Gesamtanteil von Angehörigen indigener Ethnien die Marke von 50 %, darunter aber verglichen mit anderen Ulussen wenig Jakuten. Der Anteil der Jukagiren und Tschuktschen (der Ulus grenzt im Osten an den Autonomen Kreis der Tschuktschen) ist der höchste unter allen Ulussen der Republik, auch der der Ewenen übersteigt den Republikdurchschnitt.
| Ethnie       | 2002 | 2010     | 2010  |
| Ethnie       | %    | Personen | %     |
| ------------ | ---- | -------- | ----- |
| Jakuten      | 19   | 896      | 19,25 |
| Ewenen       | 9    | 600      | 12,89 |
| Tschuktschen |      | 506      | 10,87 |
| Jukagiren    | 7    | 390      | 8,38  |
| Russen       | 48   | 1897     | 40,75 |
| Ukrainer     | 7    | 137      | 2,94  |

## Gemeinden
Der Ulus besteht aus nur vier Gemeinden, drei Viertel der Bevölkerung lebt in Tscherski, einer Siedlung städtischen Typs.
In der folgenden Tabelle stehen die Namen vor dem Strich in Transliteration, dahinter in kyrillischer Schrift:
| Nr. | Jakutischer Name       | Russischer Name                | Einwohner 2007 (2010) | Bemerkung bzw. Orte |
| 1)  | Tscherskej – Черскэй   | Tscherski – Черский            | 3.422 (3.006)         | Siedlung städtischen Typs, Hauptort des Ulus |
| 2)  | Ölüöre – Өлүөрэ        | Oljorinski – Олёринский        | 817                   | an der Alaseja, Zentrum: Andrjuschkino – Андрюшкино |
| 3)  | Chalartschy – Халарчы  | Chalartschinski – Халарчинский | 817                   | Zentrum: Kolymskoje – Колымское |
| 4)  | Pochodskaj – Походскай | Pochodski – Походский          | 808                   | umschließt den Hauptort des Ulus und, etliche Kilometer südlich davon auch den dörflichen Siedlungspunkt (сельский населённый пункт) Nischnekolymsk – Нижнеколымск, Zentrum: Pochodsk – Походск |

Die Nummern bezeichnen die Rangfolge der Siedlungen nach Einwohnerzahl und die Kennzeichnung in der nur in der jakutischen Wikipedia („In andern Sprachen: Caxa“) verfügbaren Karte des Ulus Nischnekolymsk.